# 고승덕, 김미화의 경제연구소
《고승덕, 김미화의 경제연구소》는 대한민국의 KBS에 방송됐던 교양 텔레비전 프로그램이다.

## 방송 일정
- KBS 2TV - 1998년 2월 18일 ~ 1998년 6월 3일 : 매주 수요일 밤 11시 ~ 11시 50분

## 진행자
- 고승덕
- 김미화

## 역대 코너
- 돈, 돈이보인다
- 경제민원 팡팡팡
- 백만인의 선택

## 참고 사항
- IMF 구제금융에 의해, 방송 4개월 만에 시청률 저조로 조기 종영되는 비운을 맞았다.

| KBS 2TV 수요일 밤 11시대 프로그램 | KBS 2TV 수요일 밤 11시대 프로그램 | KBS 2TV 수요일 밤 11시대 프로그램 |
| 이전 작품                         | 작품명                            | 다음 작품                         |
| --------------------------------- | --------------------------------- | --------------------------------- |
| 의천도룡기 특선영화               | 고승덕, 김미화의 경제연구소       | 조영남, 황현정의 이야기 콘서트    |